# Хилсборо-Пайнс
Хилсборо-Пайнс (англ. Hillsboro Pines) — статистически обособленная местность, расположенная в округе Брауард (штат Флорида, США) с населением в 406 человек по статистическим данным переписи 2000 года.

## География
По данным Бюро переписи населения США статистически обособленная местность Хилсборо-Пайнс имеет общую площадь в 0,52 квадратного километра, водных ресурсов в черте населённого пункта не имеется.

## Демография
По данным переписи населения 2000 года в Хилсборо-Пайнс проживало 406 человек, 118 семей, насчитывалось 145 домашних хозяйств и 147 жилых домов. Средняя плотность населения составляла около 780,77 человек на один квадратный километр. Расовый состав населённого пункта распределился следующим образом: 94,83 % белых, 2,22 % — чёрных или афроамериканцев, 0,49 % — азиатов, 0,99 % — выходцев с тихоокеанских островов, 0,49 % — представителей смешанных рас, 0,99 % — других народностей. Испаноговорящие составили 4,68 % от всех жителей статистически обособленной местности.
Из 145 домашних хозяйств в 38,6 % воспитывали детей в возрасте до 18 лет, 69,0 % представляли собой совместно проживающие супружеские пары, в 6,2 % семей женщины проживали без мужей, 18,6 % не имели семей. 13,8 % от общего числа семей на момент переписи жили самостоятельно, при этом 2,1 % составили одинокие пожилые люди в возрасте 65 лет и старше. Средний размер домашнего хозяйства составил 2,80 человек, а средний размер семьи — 2,99 человек.
Население статистически обособленной местности по возрастному диапазону по данным переписи 2000 года распределилось следующим образом: 24,1 % — жители младше 18 лет, 5,7 % — между 18 и 24 годами, 39,2 % — от 25 до 44 лет, 24,4 % — от 45 до 64 лет и 6,7 % — в возрасте 65 лет и старше. Средний возраст жителей составил 37 лет. На каждые 100 женщин в Хилсборо-Пайнс приходилось 107,1 мужчин, при этом на каждые сто женщин 18 лет и старше приходилось 108,1 мужчин также старше 18 лет.
Средний доход на одно домашнее хозяйство статистически обособленной местности составил 70 938 долларов США, а средний доход на одну семью — 70 313 долларов. При этом мужчины имели средний доход в 45 458 долларов США в год против 25 819 долларов среднегодового дохода у женщин. Доход на душу населения статистически обособленной местности составил 70 938 долларов в год. Все семьи имели доход, превышающий уровень бедности, 1,6 % от всей численности населения находилось на момент переписи населения за чертой бедности, при том все жители младше 18 и старше 65 лет имели совокупный доход, превышающий прожиточный минимум.